# Zaz (énekesnő)
Zaz, valódi neve: Isabelle Geffroy (Tours, 1980. május 1. –) francia énekesnő, a jazz, a soul, a francia sanzonok stílusában énekel.
A csaj, akihez minden lány hasonlítani akar.

## Pályakép
Édesanyja spanyol nyelvtanár, édesapja egy elektronikai cégnél dolgozik. 1985-től egy zeneművészeti iskolába járt Tours-ban, ahol zeneelméletet, hegedűt, zongorát, gitárt tanult és énekelt a kórusban. 1994-ben Bordeaux-ba költözött, ahol énekelni és kungfuzni tanult. 2000-től ösztöndíjas volt a Bordeaux-i CIAM zeneiskolájában. Nagy hatással volt rá Vivaldi épp úgy, mint jelentős dzsesszénekesek, például Ella Fitzgerald.
2001-ben fogott bele a profi karrierbe. A Fifty Fingers blues együttesben kezdett énekelni, fesztiválokon és turnékon vett részt velük, majd az Izar-Adatz baszk varietécsoporttal lépett fel. Ezt több más együttes követte, mint például a  Sweet Air, vagy a Don Diego, ahol először használta a Zaz művésznevet.
Utcai énekesként is gyakran dalolt. 2009-ben megnyerte a Tremplin Génération France Bleu/Réservoir-t, amivel ismertté vált.
2010-ben jelent meg első albuma, a Zaz, és bomba siker lett a Je veux című dala. A Zaz listavezető lett Franciaországban, Belgiumban és Lengyelországban.
2013-ban jelent meg a Recto Verso c. lemeze, 2014-ben pedig a Paris c. francia örökzöldeket feldolgozó dzsesszes albuma.
Zaz sikerének egyik titka, hogy egy feltétel nélkül szerethető, életvidám karakter, aki egészen sajátos légkört teremt fáradhatatlan személyiségével, akár ha a sanzont, a dzsesszt vagy éppen salsát énekel.
Többször fellépett Magyarországon is.
Ez az első pillantásra is szimpatikus, nem szépen, hanem roppant meggyőzően éneklő kis nő ma már a francia zene legnagyobb sztárja.

## Karrier
2001-ben kezdte meg profi karrierjét.
2011-ben elnyerte az EBBA díjat.
Bejárta Franciaországot: (Párizs, La Rochelle, Saint-Ouen, Châteauroux, Landerneau, Fécamp...), fellépett Kanadában, Svájcban, Brüsszelben és Berlinben. Elnyerte a European Border Breakers díjat. 2010-ben ő volt a legnépszerűbb francia énekes. 2012-ben turnézott különböző országokban szerte a világon, például Japánban, Kanadában, Lengyelországban, Németországban, Svájcban, Szlovéniában, Csehországban, Horvátországban, Oroszországban, Bulgáriában, Szerbiában és Törökországban.
2015-ben, Paris című albumával elnyerte a 2015. Echo díjat a legjobb nemzetközi női rock/pop művészként. Minden koncertje helyszínén kiválaszt egy civil szervezetet, amelyet támogat. Budapesten ez az Oltalom Karitatív Egyesület volt. (ld.: Iványi Gábor)

## Lemezek
- 2010: Zaz
- 2011: Sans tsu tsou (live)
- 2013: Recto verso
- 2014: Paris
- 2015: Sur la route
- 2018: Effet miroir
- 2021: ZAZ Greatest Hits
- 2021: Isa

### Single
| Cím                       | Év   | Album          |
| ------------------------- | ---- | -------------- |
| Je veux                   | 2010 | ZAZ            |
| Le long de la route       | 2010 | ZAZ            |
| La fée                    | 2011 | ZAZ            |
| Éblouie par la nuit       | 2011 | ZAZ            |
| Cette journée             | 2013 | Recto Verso    |
| On ira                    | 2013 | Recto Verso    |
| Comme ci, comme ça        | 2013 | Recto Verso    |
| Si                        | 2013 | Recto Verso    |
| Gamine                    | 2014 | Paris          |
| Paris sera toujours Paris | 2014 | Paris          |
| Sous le ciel de Paris     | 2014 | Paris          |
| Champs Élysées            | 2014 | Paris          |
| Si jamais j'oublie        | 2015 | Sur la route   |
| Qué Vendrá                | 2018 | Qué Vendrá (?) |

|  |  |  |

## Fordítás
- Ez a szócikk részben vagy egészben  a   Zaz (singer) című angol Wikipédia-szócikk fordításán alapul.  Az eredeti cikk szerkesztőit annak laptörténete sorolja fel. Ez a jelzés csupán a megfogalmazás eredetét és a szerzői jogokat jelzi, nem szolgál a cikkben szereplő információk forrásmegjelöléseként.